# Puéchabon
Puéchabon è un comune francese di 469 abitanti situato nel dipartimento dell'Hérault nella regione dell'Occitania.

## Società

### Evoluzione demografica

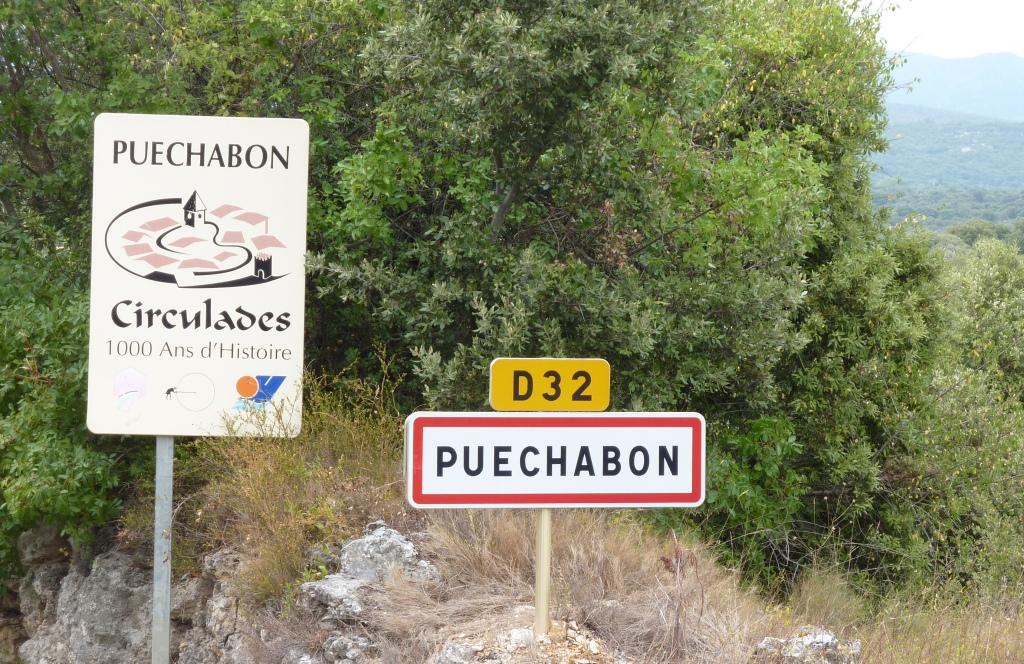
Pancarte de Puéchabon

Abitanti censiti